# Rue Delambre
Pour les articles homonymes, voir Delambre.
La rue Delambre est une rue du 14e arrondissement de Paris.

## Situation et accès
La rue est desservie par la ligne 6 à la station Edgar Quinet et par la ligne 4 à la station Vavin.

## Origine du nom

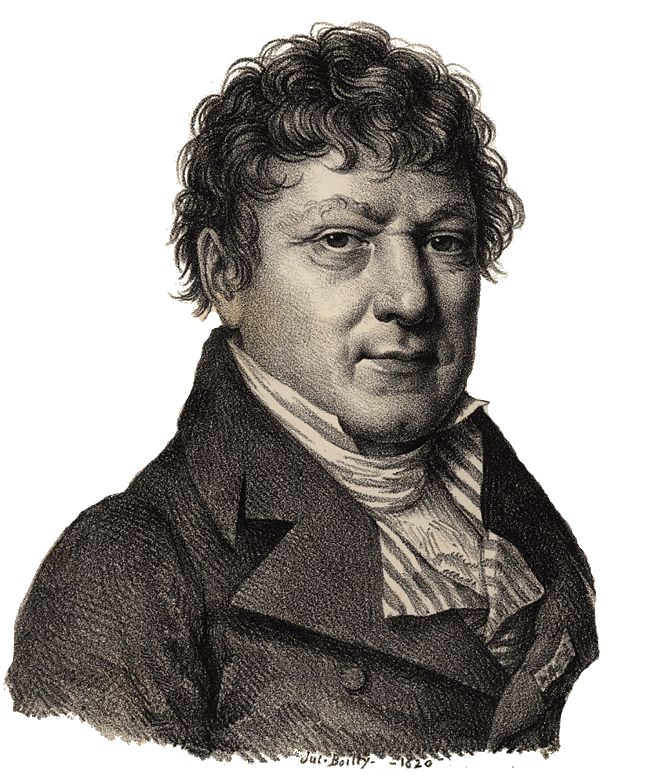
Jean-Baptiste Delambre.

Elle doit son nom à l'astronome, mathématicien et géodésien français, Jean-Baptiste Delambre (1749-1822), qui fut directeur de l'Observatoire de Paris situé non loin de là.

## Historique
Ouverte sur un terrain appartenant aux Hospices, en 1839, sous le nom de « rue de Montyon », elle prend son nom actuel le 5 août 1844. Lors de son ouverture, la rue traversait des terrains parsemés de coquelicots et de bleuets.
Vers 1850, cette voie qui longe, sur son côté nord, l’ancien marché aux chevaux (à l’emplacement de la rue Huyghens), est recouvert de taudis et de baraques en planches.

## Bâtiments remarquables et lieux de mémoire

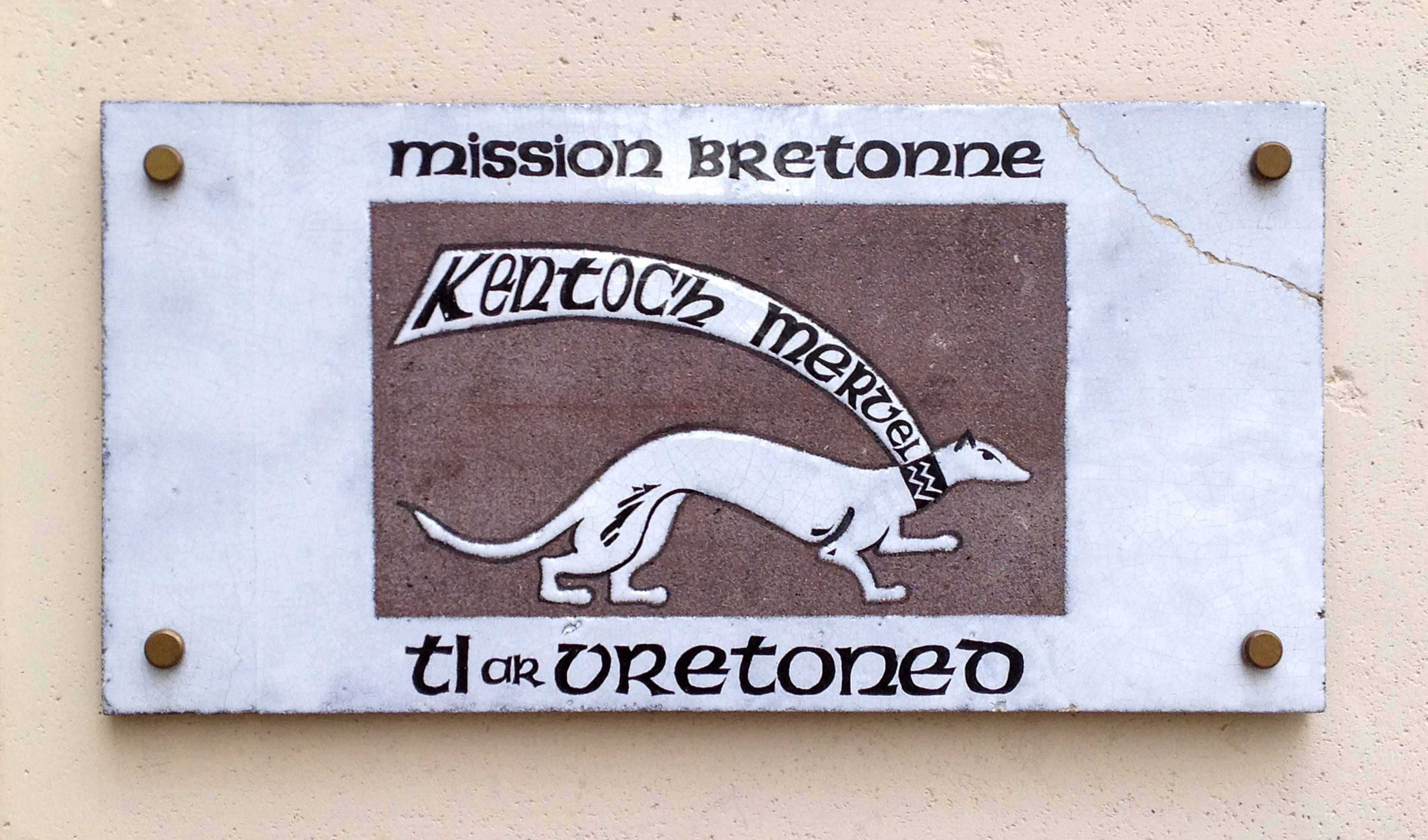
Plaque de la Mission bretonne (Ti ar Vretoned), au no 22.

- Jean-Paul Sartre y demeure quelque temps à son retour du Havre en 1937, dans une chambre d'hôtel, alors qu'il enseigne au lycée Pasteur à Neuilly. Il fréquente le bar Rosebud situé au no 11 bis[réf. nécessaire].
- No 4 : l'industrielle des cosmétiques Helena Rubinstein finance la librairie que son premier mari Edward Titus ouvre au 4 rue Delambre en 1924, qu'il nomme « At the Sign of the black Manikin » et où il crée une maison d'édition. Ami de nombreux écrivains (Ernest Hemingway, James Joyce ou encore Francis Scott Fitzgerald), il les présente à son épouse[3],[4].
- No 5 : demeure du peintre japonais Tsugouharu Foujita, de 1917 à 1924[5]. Foujita y hébergea en 1922 son compatriote Toshio Bando.
- No 7 : en 1929, une fresque ayant pour titre L'Italie, ou La Cueillette des olives, a été réalisée par Élisabeth Faure, avec son amie Marthe Flandrin, dans le préau de l'école des filles, dont l'architecte est Georges Pradelle[6].
- No 9 : immeuble d'ateliers, Art déco, construit sous la conduite de l'architecte Henry Astruc en 1925, avec la participation du peintre verrier Francis Jourdain, notamment pour les vitraux donnant sur la cour, bâtiment propriété d'un certain Monsieur Casaubon[7]. En 1937, le photographe Erwin Blumenfeld y ouvre un studio photo[8]. En décembre 1939, Betty Hoop ouvre un cabaret qui porte son nom[9] ; dancing évoqué par Simone de Beauvoir dans Lettres à Sartre[10].
- No 10 : le Dingo Bar, aujourd'hui L'Auberge de Venise Montparnasse, fut un point de ralliement parisien de nombreux artistes, parmi lesquels les auteurs américains de la Lost Generation (Ernest Hemingway, qui y fait la connaissance de Francis Scott Fitzgerald[11] en avril 1925, Sinclair Lewis, Sherwood Anderson, John Dos Passos, Ezra Pound, Henry Miller, Man Ray, Thornton Wilder)[réf. nécessaire].
- No 11 : c'était pendant quelque temps la demeure d'Isadora Duncan danseuse d'origine américaine naturalisée soviétique.
- No 11 bis : le bar Rosebud est situé à cette adresse. Avant ce bar ouvert dans les années 1960, il y avait le restaurant Chez Jacques.
- No 13 : hôtel Villa Modigliani, dont le parking actuel servit d'atelier au photographe Man Ray, qui logeait au no 15 de la même rue[réf. nécessaire]. Adresse de Gens d'images.
- No 15 : grand hôtel des Écoles où, à leur arrivée à Paris, descendent Jules Pascin, en 1905 et Tristan Tzara, en 1921. C'est également dans cet hôtel, devenu l'hôtel Lenox, que séjournent Henry Miller et sa femme, June, de 1928 à 1930. Demeure aussi de Man Ray, chambre 37[réf. nécessaire].
- No 16 : cinéma Sept Parnassiens. Léon Chédeville a vécu à cette adresse.
- No 17 : le sociologue Edmond Doutté (1867-1926) y a vécu[12] ; ce fut sa dernière demeure.
- No 20 : le peintre Jean Fautrier s'y installe en 1927, dans l'ancien atelier de Marcel Gromaire[réf. nécessaire]. Imprimerie de Georges Tournon en 1943, servant de dépôt de courrier au réseau Jade-Fitzroy[réf. nécessaire].
- No 22 : la Mission bretonne, association fondée en 1947 afin d’accueillir et aider les Bretons arrivant à Paris, s'est transformée en haut lieu de la culture bretonne à Paris et a accueilli les plus grands artistes bretons, Dan Ar Braz, Alan Stivell, Gilles Servat Glenmor, Yann-Fañch Kemener[réf. nécessaire].
- No 24 : école Delambre.
- No 30 : crêperie Ti-Jos une des premières de Paris installée ici en 1949, haut-lieu du mouvement breton à Paris, où se retrouvent notamment Gilles Servat, qui y interpréta pour la première fois sa chanson La Blanche Hermine, Alan Stivell ou encore Cécile Corbel. Elle est toujours en activité.
- No 33 : hôtel des Bains, où Simone de Beauvoir s'installe au printemps de l'année 1937[réf. nécessaire].
- No 35 : ancien hôtel des Écoles, aujourd'hui hôtel Delambre, où séjourna Paul Gauguin en 1891. André Breton, qui venait d'abandonner ses études de médecine, y demeura d'octobre 1920 à 1921, et Francis Bacon, en 1927[réf. nécessaire]. Maurice Le Scouëzec y vécut entre 1917 et 1924.

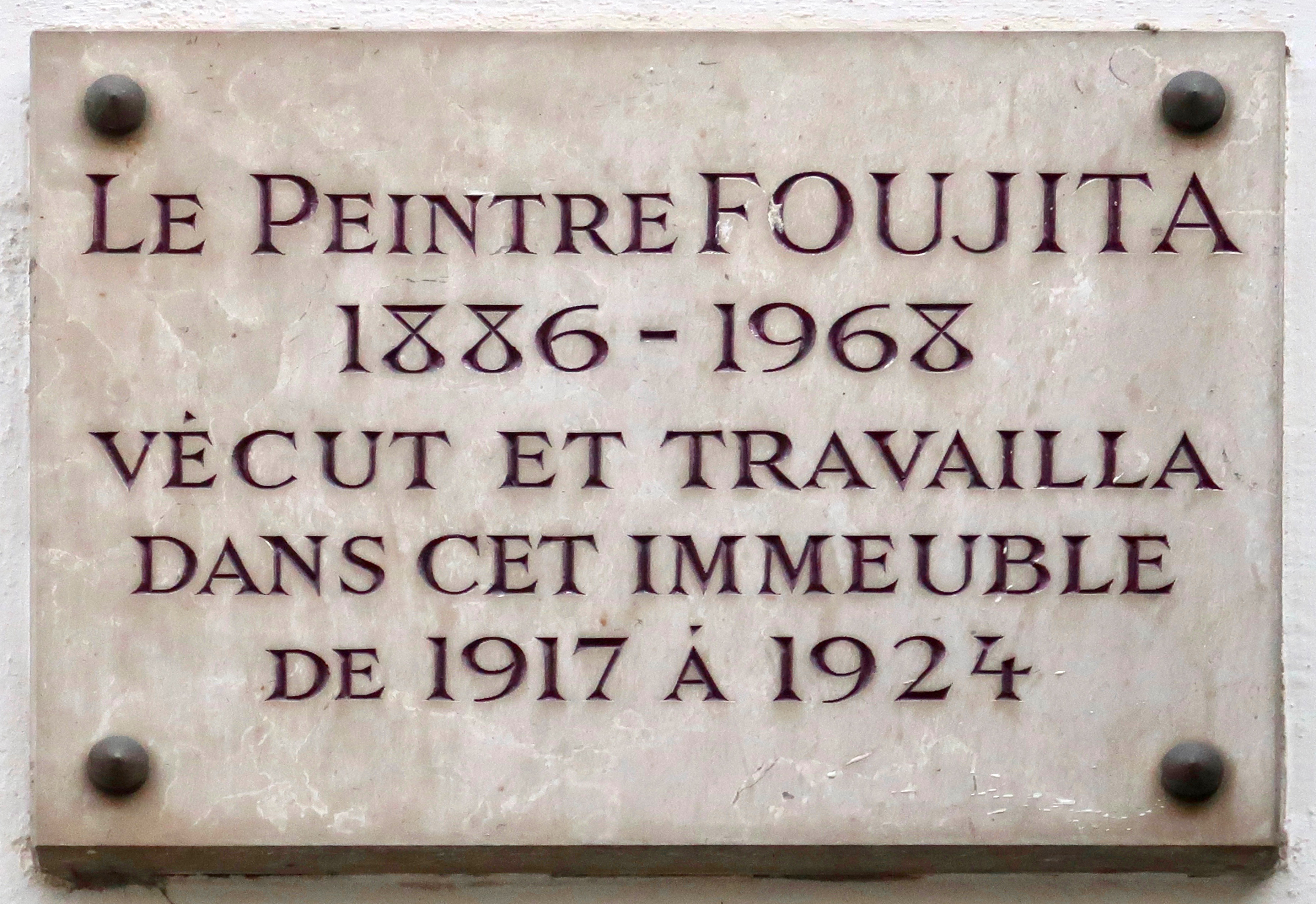
Plaque en hommage à Tsugouharu Foujita.
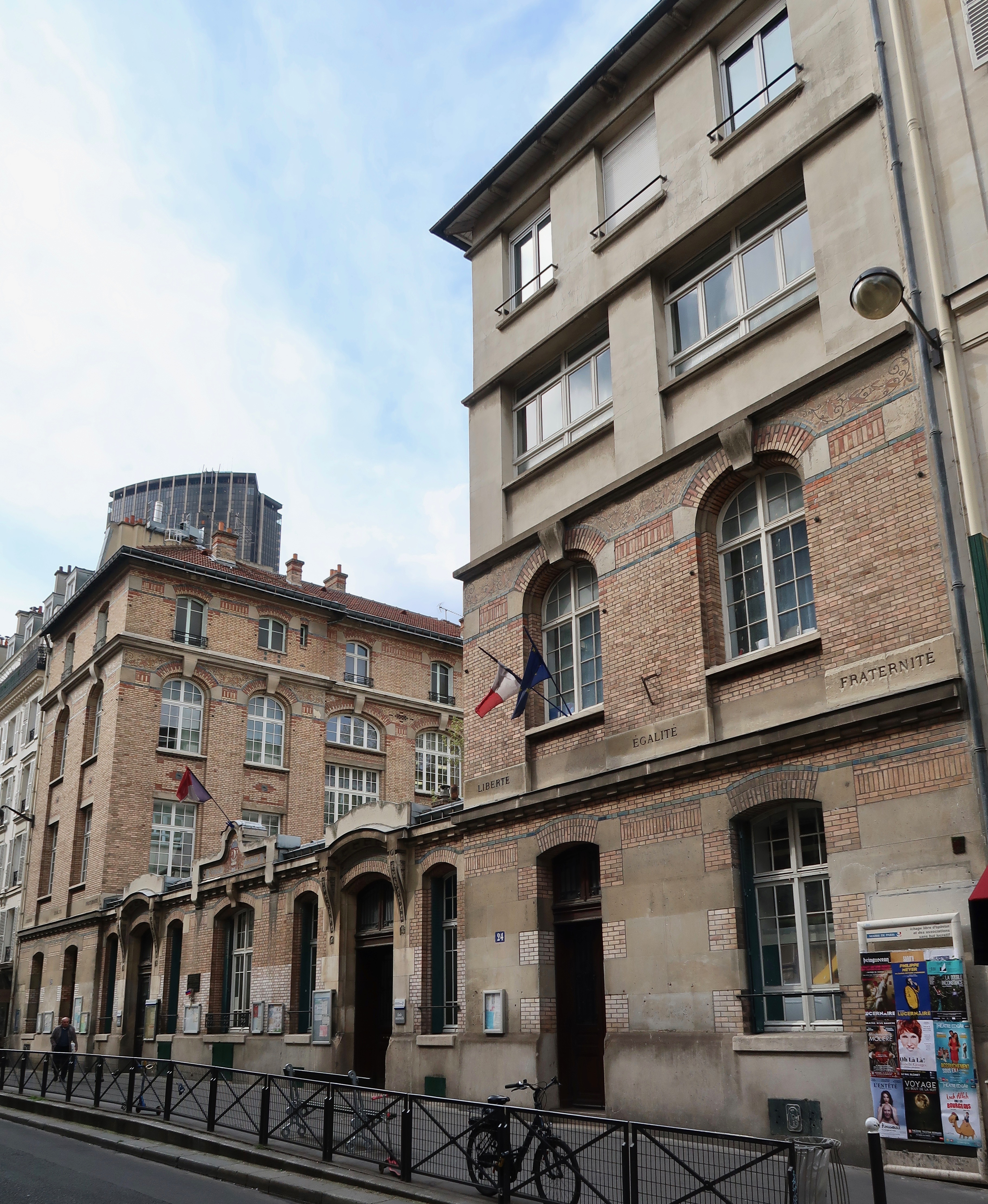
École au no 24.
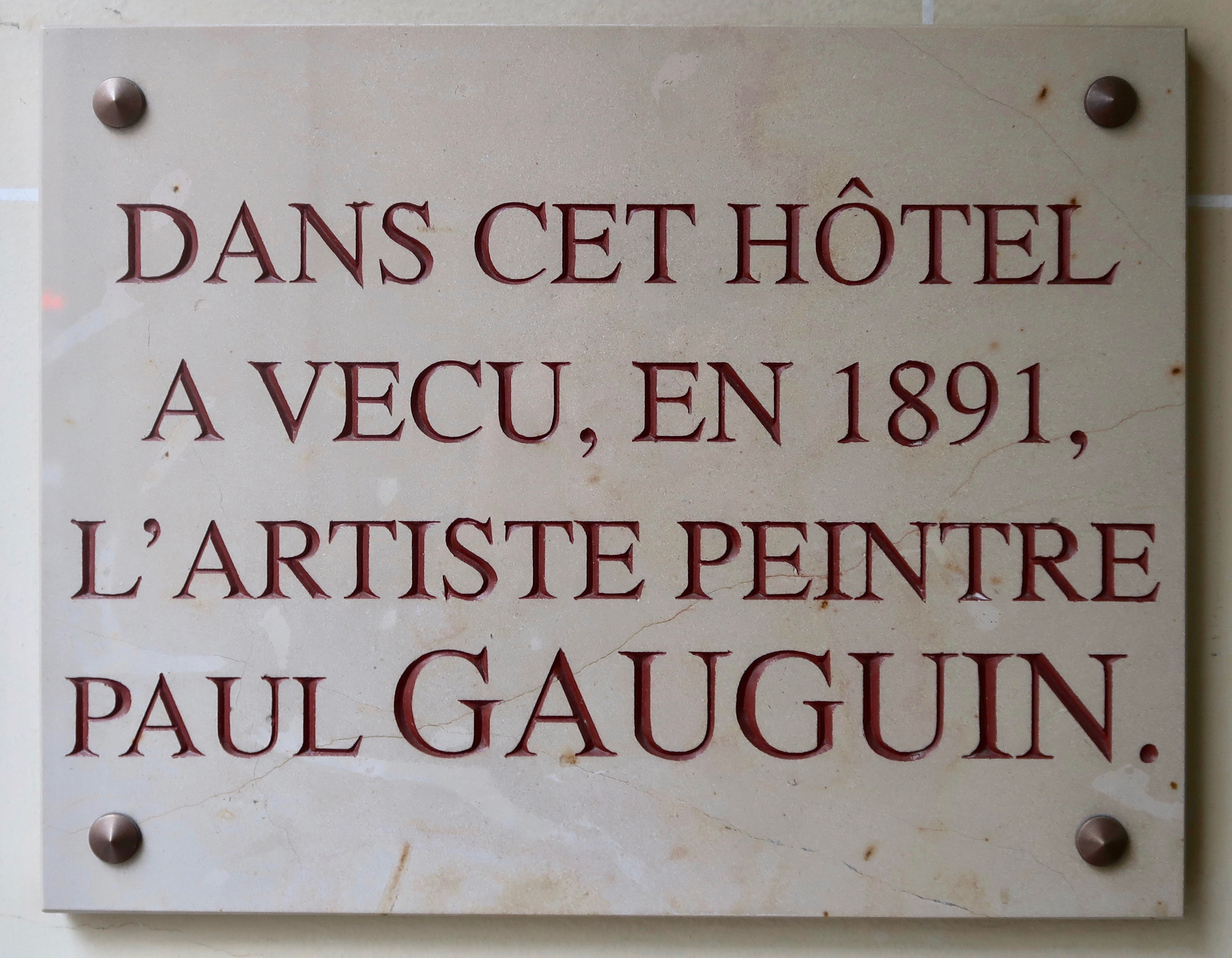
Plaque en hommage à Paul Gauguin.
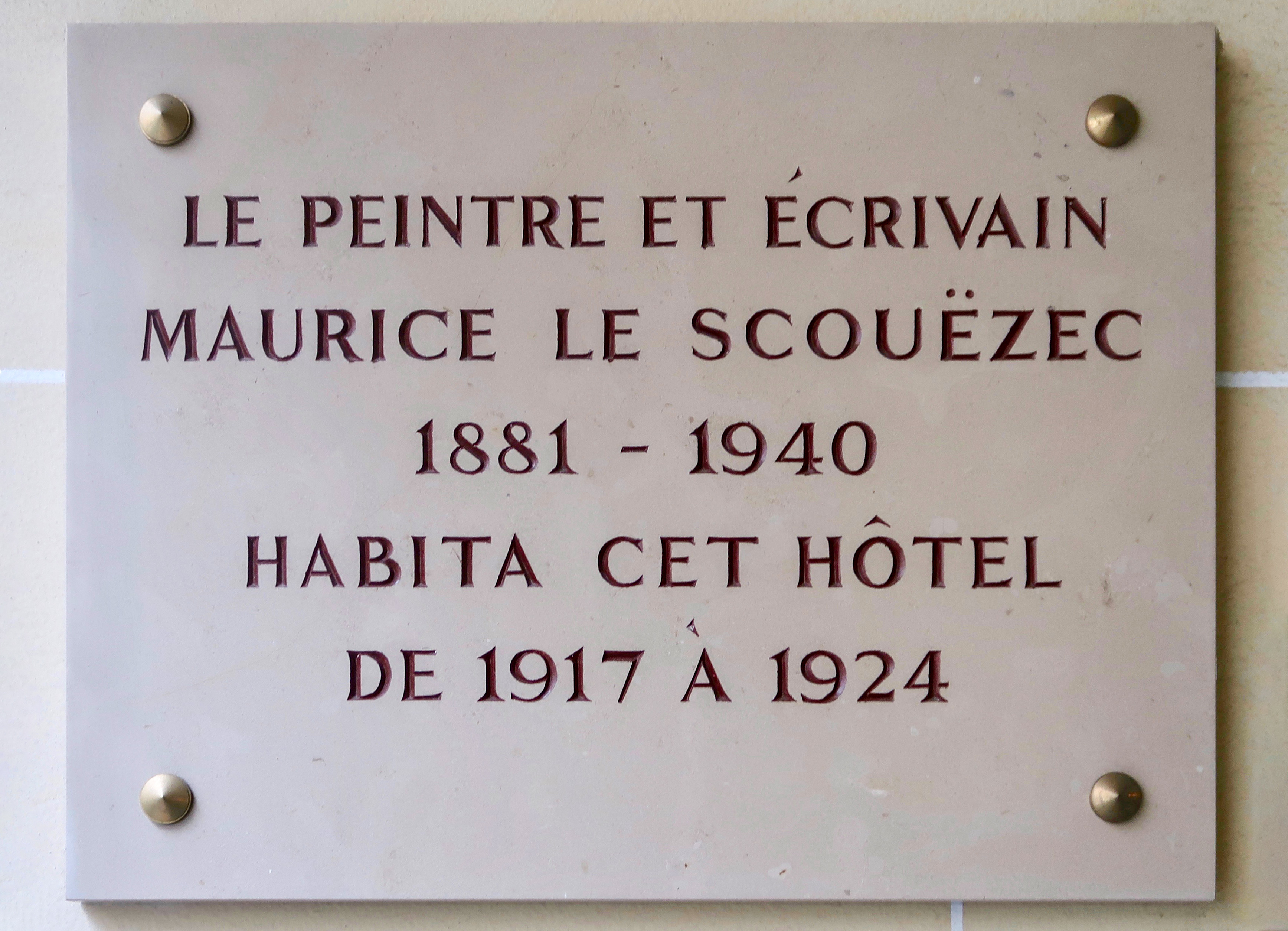
Plaque en hommage à Maurice Le Scouëzec.
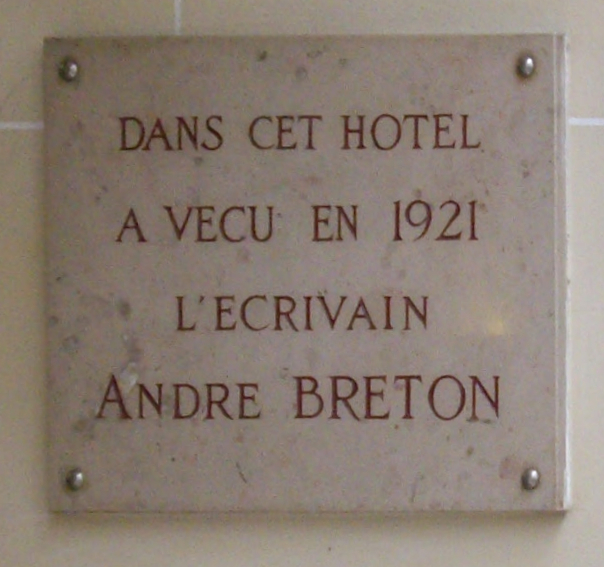
Plaque en hommage à André Breton.

Le futur cardinal Jean-Marie Lustiger (1926-2007) a vécu avec sa famille rue Delambre, avant que l'appartement soit pillé et placé sous scellés pendant l'Occupation.

## Dans la chanson
La rue Delambre est mentionnée par :
- Jacques Higelin dans sa chanson Lettre à la p'tite amie de l'ennemi public no 1 (1978) : « Ça fait trois heures que je glande / Dans ce bar de la rue Delambre » ;
- Charles Trenet dans sa chanson Mam'zelle Clio ;
- François Hadji-Lazaro dans sa chanson L'amour à la sauvette (1996): « Souviens toi du numéro quarante-trois, rue Delambre, en Décembre [...] ».

## Au cinéma
La rue Delambre est le lieu principal de l'action du film Chambre 212 (2019) de Christophe Honoré, en se concentrant principalement autour du cinéma des Sept Parnassiens, du bar Rosebud et de l'hôtel Lenox Montparnasse.